# Grange aux dîmes (Provins)
La grange aux dîmes de Provins est un ancien marché couvert situé à Provins, en France.

## Description

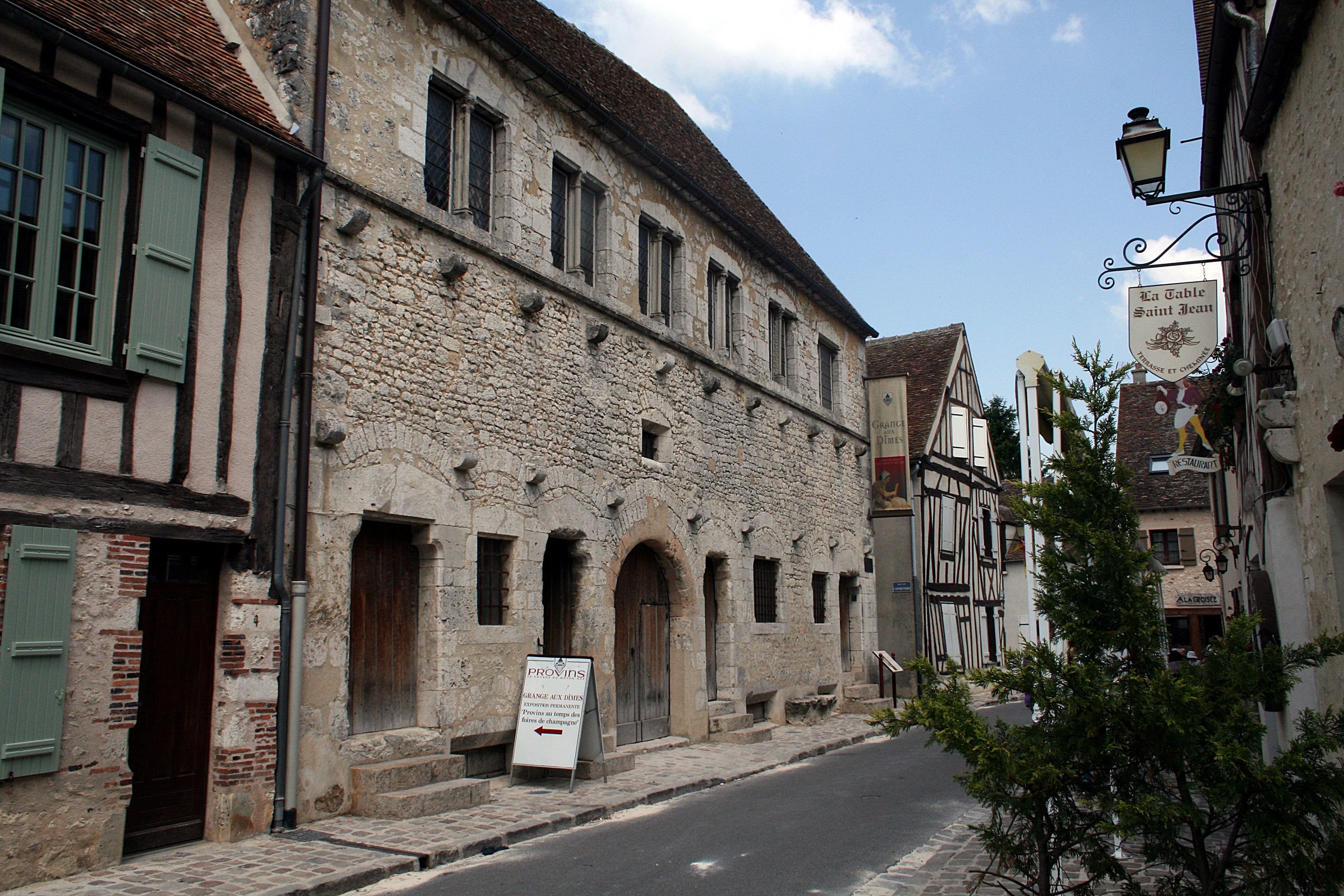
La Grange aux Dîmes sise rue Sain-Jean dans la ville haute.
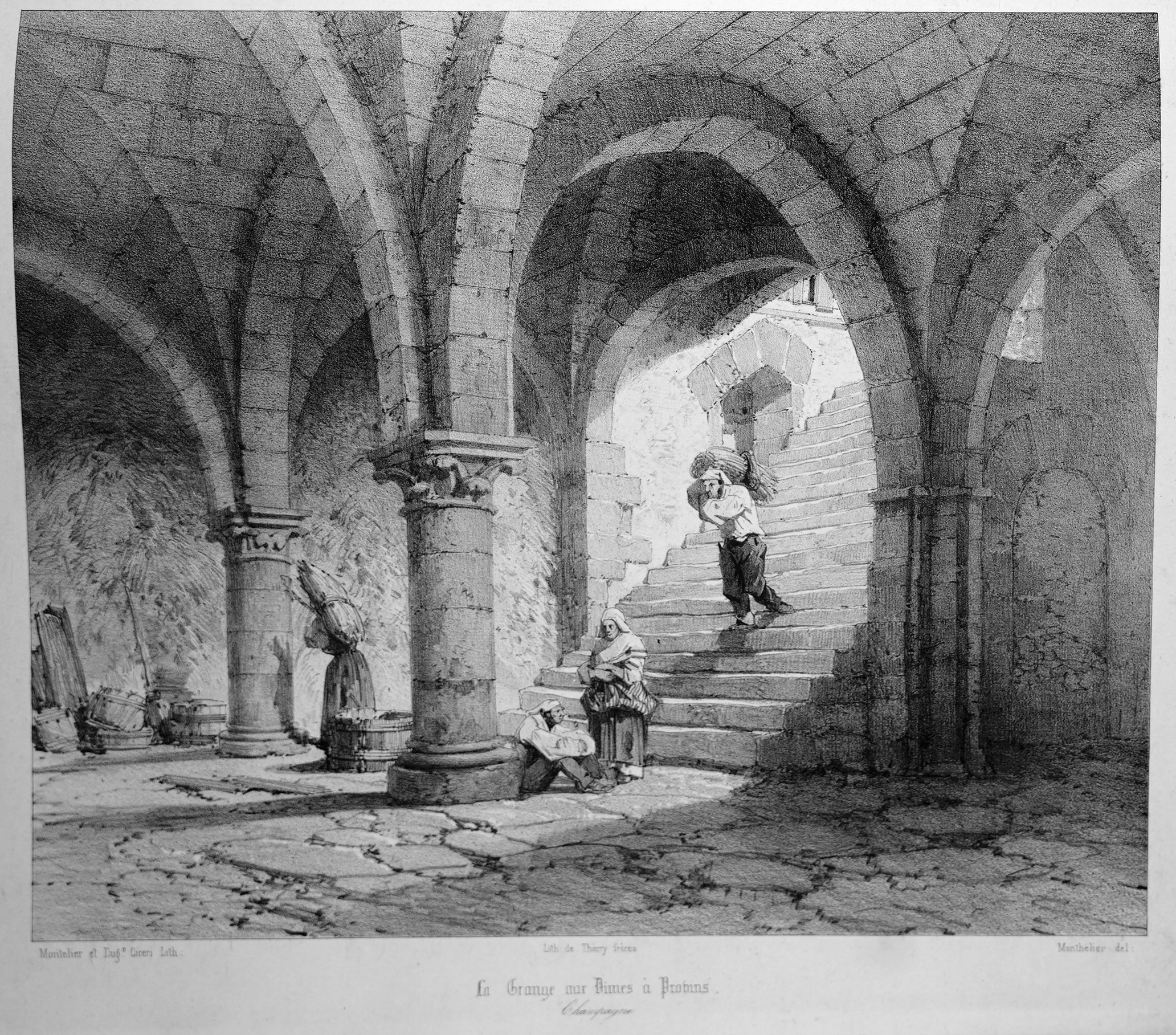
L'intérieur in Voyages pittoresques et romantiques dans l'ancienne France
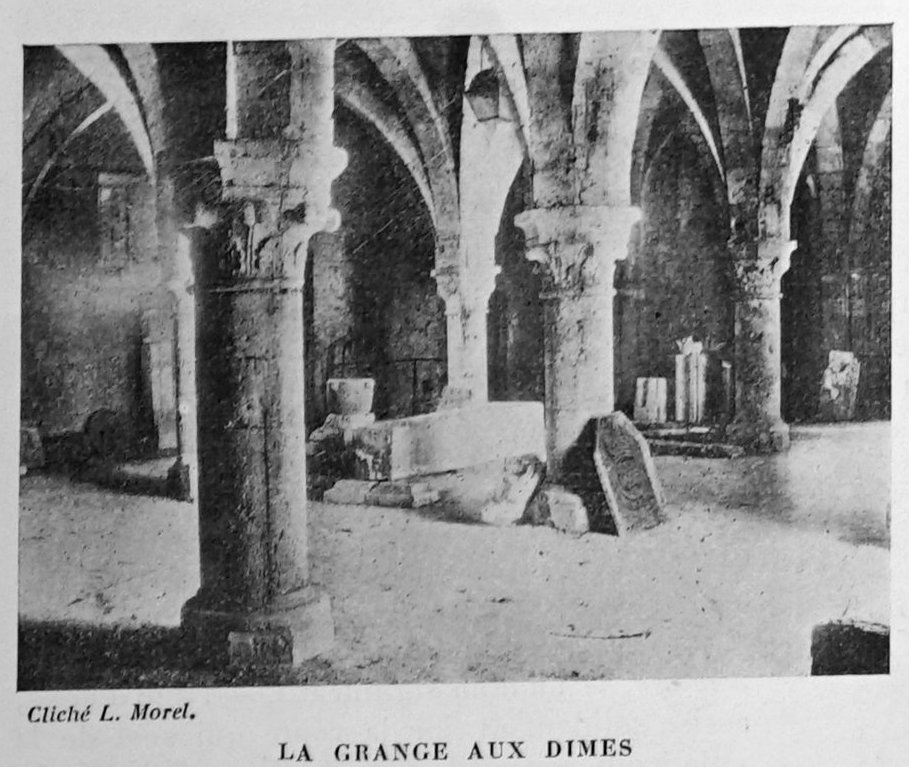
et en 1901,
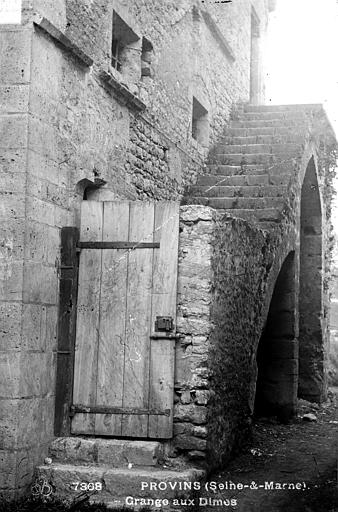
l'escalier extérieur.

## Localisation
La grange aux dîmes est située dans la ville-haute de Provins, en Seine-et-Marne, sur la rue Saint-Jean.

## Historique
L'édifice est bâti au XIIIe siècle. Pendant les foires de Provins, il est utilisé comme marché couvert. Au XVIIe siècle, il sert à entreposer la dîme, qui lui donne son nom actuel de grange dîmière.
Actuellement, la grange abrite aujourd'hui une exposition de mannequins de cire.
L'édifice est classé au titre des monuments historiques en 1847.